# 连齿马先蒿
连齿马先蒿（学名：Pedicularis confluens）是列当科马先蒿属的植物，是中国的特有植物。分布于中国大陆的四川等地，生长于海拔1,500米至2,500米的地区，见于路旁湿润处，目前尚未由人工引种栽培。